# Скирмунт, Роман Александрович
Рома́н Алекса́ндрович Скирму́нт (бел. Раман Аляксандравіч Скірмунт; пол. Roman Skirmunt; 1868—1939) — российский, белорусский и польский государственный и политический деятель.

## Биография

### Происхождение и семья

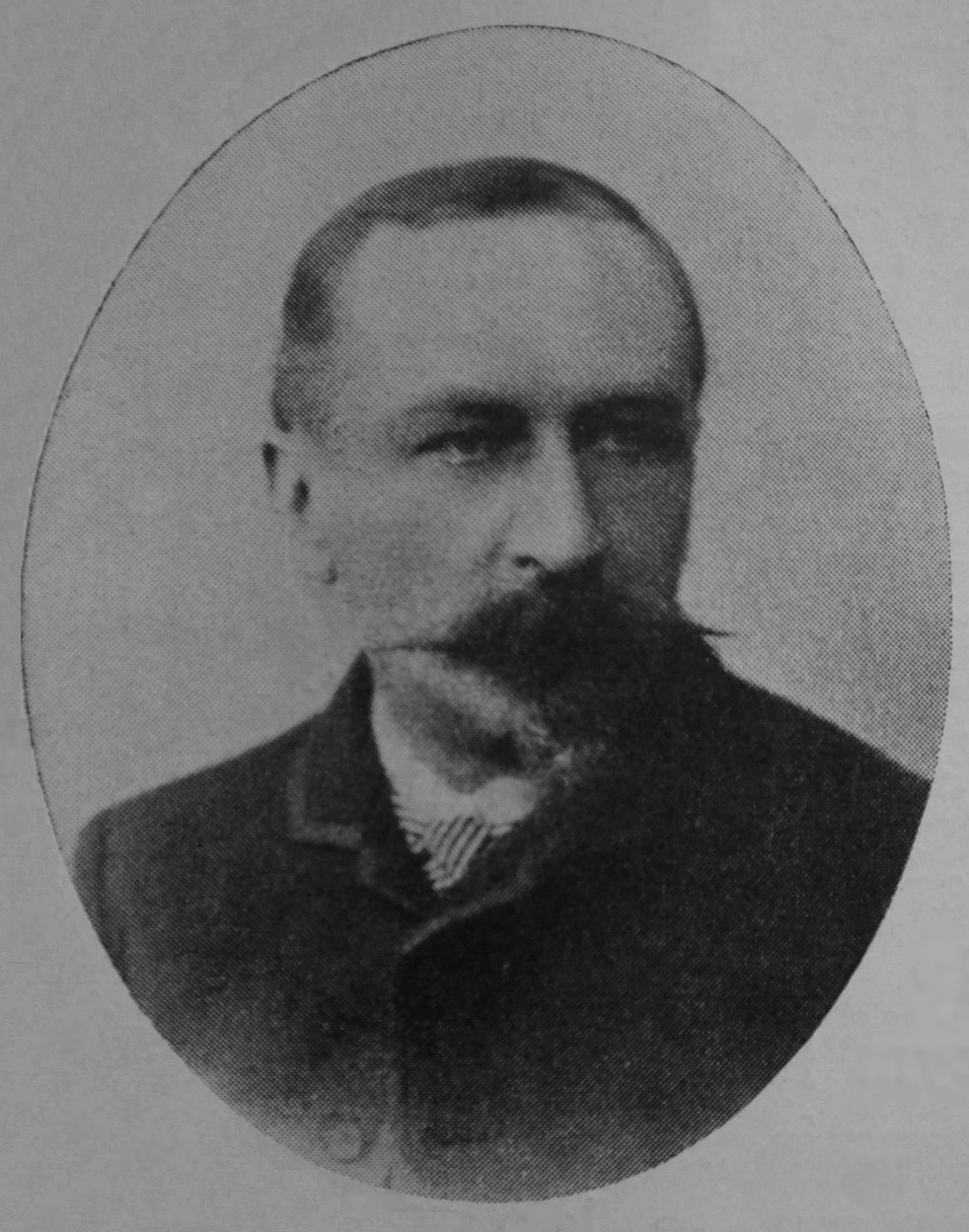
Александр Скирмунт (1830—1909) — отец

Принадлежал к католическому литовскому шляхетскому роду Скирмунтов герба «Дуб». О своём происхождении Роман Скирмунт писал:

Я сам уроженец белорусского Полесья, потомок литовской семьи, с древних времен, испокон веков осевшей в этом крае, и мои предки до XVII в. пользовались белорусским языком как домашним.Оригинальный текст (бел.)Я сам ураджэнец беларускага Палесся, нашчадак літоўскай сям'і, са старажытных часоў, спакон вякоў аселай у гэтым краі, і мае продкі да XVII ст. карысталіся беларускай мовай як хатняй.

Родился в деревне Поречье Пинского уезда в семье Александра Александровича-Изидоровича Скирмунта (1830—1909), члена руководства Минского общества сельского хозяйства, и Теофилии Зеноновны Любанской (1836/7—1928).
Его отец был сыном землевладельца Пинского уезда, известного предпринимателя-фабриканта и пинского уездного предводителя (1829—1835) Александра Симоновича Скирмунта (1798—1870), а мать — дочерью Зенона Яновича Любанского (около 1807—1854), вилейского уездного предводителя (1835—1841, 1844—1847), от его жены Марты Левкович. Был братом польского землевладельца Зенона и двоюродным братом Елены Скирмунтовой, урождённой Скирмунт (жены землевладельца Болеслава Скирмунта). Двоюродный брат Константина Скирмунта, министра иностранных дел Польши. Родился в имении Скирмунтов Поречье близ Пинска. Учился в Рижской гимназии, но не окончил её. Высшего образования не имел.

### Политическая деятельность в Российской империи
В 1907—1917 годах был заместителем президента Минского общества сельского хозяйства. Был депутатом 1-й Государственной думы России и в 1910—1911 годах членом русского Государственного Совета. В 1915—1917 годах возглавлял Белорусский народный комитет.

### Политическая деятельность в БНР и Польше
С 25 марта 1917 года до 12 июля этого же года возглавлял националистический Белорусский национальный комитет в Минске, потом был членом Минского белорусского народного представительства. Работал в комитете подготовки первого Всебелорусского съезда и был вторым главой его Исполнительного Комитета (февраль—март 1918 года). Был членом Рады Белорусской Народной Республики, премьер-министром БНР. Был сторонником поисков помощи для независимости Беларуси в Германии.
После войны поляков с большевиками и разгрома БНР жил в Польше. Помогал издателям белорусской прессы. В 1930—1935 годах был сенатором Польши, членом Конституционной комиссии Сената.

Крест на могиле Романа Скирмунта в Поречье

### Гибель
Был убит местными жителями по приказу советского комиссара Холодова после занятия Западной Беларуси советскими войсками в 1939 году. Председатель сельсовета велел отвести его и его шурина Болеслава Скирмунта в Пинск. Не доходя до города, в лесу, их остановили, дали в руки лопаты и приказали копать себе могилы. Роман Скирмунт, которому на тот момент исполнился 71 год, оперся о дерево и сказал: «Я не заслужил, чтобы себе самому копать могилу». Обоих, расстреляв, сбросили в яму, даже толком не присыпав. В соседнем имении Скирмунтов Молодово были убиты другие его племянники.
По утверждению историка И. К. Кирьянова, Роман Скирмунт был убит сотрудниками НКВД.

## Память
«Политике он был предан телом и душой, не жалел для нее ни физических, ни моральных трудов. Человек, бесспорно, с большой духовной культурой, широким мировоззрением, Скирмунт принадлежал в те времена к группе тех редких помещиков Беларуси, для которых белорусский крестьянин был ближе за крестьянина… Выступления Скирмунта на белорусских собраниях выделялись и содержанием и формой. Они были всегда высокопатриотические, исходя из белорусской точки зрения и даже просто революционные, что вызывало у присутствующих бурю восхищений», — писал религиозный деятель Беларуси Винцент Годлевский.
 (бел.).

В 1990-е годы в Паречском парке был поставлен памятник Скирмунтам — железный крест с надписью по-польски. Уже в XXI веке вблизи первого креста на предполагаемой могиле Скирмунтов появился деревянный крест с надписью по-белорусски.
В 2009 году в Ивацевичах в греко-католическом приходе иконы Божией Матери Жировичской установили мемориальную доску в честь Романа Скирмунта.